# Elena Espinosa
Pour les articles homonymes, voir Espinosa.
María Elena Espinosa Mangana, née le 21 mars 1960 à Ourense, est une femme politique espagnole, membre du Parti socialiste ouvrier espagnol (PSOE). 
Nommée ministre de l'Agriculture en 2004, elle est élue quatre ans plus tard au Congrès des députés, puis devient ministre de l'Agriculture et de l'Environnement. À l'occasion d'un important remaniement ministériel opéré en 2010, elle quitte le gouvernement.

## Biographie

### Formation et carrière publique
Titulaire d'une licence de sciences économiques et commerciales, obtenue à l'université de Saint-Jacques-de-Compostelle, elle travaille au sein de l'Institut national de la santé (INSALUD) entre 1983 et 1984. En 1985, elle adhère au PSOE, puis devient directrice de la zone de réindustrialisation urgente de Vigo. 
Trois ans plus tard, elle est nommée par Javier Sáenz de Cosculluela présidente de l'Autorité portuaire de Vigo (APV), et reste en poste jusqu'en 1996.

### Parcours dans le monde des affaires
Elle intègre, en juillet 1996, l'Institut galicien de médecine technique (MEDTEC), qu'elle quitte en 1998, pour prendre les fonctions de directrice administrative et financière du groupe Rodman Polyships, société spécialisée dans la construction navale. Elle en est désignée vice-présidente en 2002.

### Ministre de Zapatero
Le 18 avril 2004, Elena Espinosa est nommée ministre de l'Agriculture, de la Pêche et de l'Alimentation par José Luis Rodríguez Zapatero. À la suite des élections générales du 9 mars 2008, au cours desquelles elle est élue députée de la province d'Ourense au Congrès des députés, elle devient ministre de l'Environnement et du Milieu rural et marin le 14 avril.

### Après le remaniement de 2010
Remplacée par Rosa Aguilar au cours du remaniement du 20 octobre 2010, elle continue d'exercer son mandat de députée au Congrès. Le 16 juin 2011, elle remplace Juan Barranco à la présidence de la commission parlementaire du Travail et de l'Immigration.
Remplacée, comme tête de liste dans la province d'Ourense, par la secrétaire d'État Laura Seara pour les élections générales anticipées du 20 novembre 2011, elle est placée en deuxième position par le comité fédéral, mais renonce finalement à se présenter, quittant de fait le Congrès des députés.

### Candidate à la direction du PSdeG-PSOE
Elle annonce, le 4 mars 2012, sa candidature au secrétariat général du Parti des socialistes de Galice-PSOE, avec le soutien, notamment, du maire de Vigo et ancien ministre, Abel Caballero. Très critique de la politique menée par le président de la Junte de Galice, Alberto Núñez Feijóo, elle appelle sa formation à s'ouvrir davantage à la société civile et à mieux écouter ses adhérents. Elle est cependant battue le 10 mars, en obtenant 212 voix, contre 245 pour le secrétaire général sortant, Pachi Vázquez.

### Élue à Vigo
Dans la perspective des élections municipales du 26 mai 2019, Elena Espinosa est investie en troisième position sur la liste du maire socialiste sortant de Vigo, Abel Caballero, dont elle constitue la principale nouveauté. À l'issue du scrutin, elle est nommée le 18 juin troisième adjointe au maire, déléguée à l'Économie, au Régime intérieur et à la Sécurité. À  la suite des élections municipales du 28 mai 2023, elle est confirmée troisième adjointe, mais avec une délégation comprenant l'Économie, les Fonds européens, le Patrimoine, l'Environnement, l'Éducation, les Sports et la Jeunesse le 20 juin.
En janvier 2024, elle est investie tête de liste dans la circonscription de Pontevedra pour les élections régionales du 18 février en remplacement de Gonzalo Caballero, du fait de la volonté du chef de file José Ramón Gómez Besteiro de placer une femme en première position dans trois des quatre provinces.